# Stazione di Albany-Rensselaer
La stazione di Albany-Rensselaer (in inglese Albany-Rensselaer Station) è la principale stazione ferroviaria di Rensselaer, presso Albany, New York, Stati Uniti.